# UEFA Europa League 2021-2022 (fase a gironi)
La fase a gironi della UEFA Europa League 2021-2022 si è disputata tra il 15 settembre e il 9 dicembre 2021. Hanno partecipato a questa fase della competizione 32 club: 16 di essi si sono qualificati alla successiva fase a eliminazione diretta, che condurrà alla finale di Siviglia del 18 maggio 2022.

## Date
| Fase          | Sorteggio                                 | Turno            | Data                  |
| ------------- | ----------------------------------------- | ---------------- | --------------------- |
| Fase a gironi | 27 agosto 2021, ore 12:00 CEST (Istanbul) | Prima giornata   | 15-16 settembre 2021  |
| Fase a gironi | 27 agosto 2021, ore 12:00 CEST (Istanbul) | Seconda giornata | 30 settembre 2021     |
| Fase a gironi | 27 agosto 2021, ore 12:00 CEST (Istanbul) | Terza giornata   | 19-20-21 ottobre 2021 |
| Fase a gironi | 27 agosto 2021, ore 12:00 CEST (Istanbul) | Quarta giornata  | 4 novembre 2021       |
| Fase a gironi | 27 agosto 2021, ore 12:00 CEST (Istanbul) | Quinta giornata  | 24-25 novembre 2021   |
| Fase a gironi | 27 agosto 2021, ore 12:00 CEST (Istanbul) | Sesta giornata   | 9 dicembre 2021       |

## Squadre
| Legenda                                                                                                  |
| --- |
| Primi classificati (agli ottavi di finale della fase a eliminazione diretta)                             |
| Secondi classificati (agli spareggi della fase a eliminazione diretta)                                   |
| Terzi classificati (agli spareggi della fase a eliminazione diretta della UEFA Europa Conference League) |
| Quarti classificati (eliminati)                                                                          |

| Squadre          | Coeff  |
| Urna 1           | Urna 1 |
| ---------------- | ------ |
| Olympique Lione  | 76.000 |
| Napoli           | 74.000 |
| Bayer Leverkusen | 57.000 |
| Dinamo Zagabria  | 44.500 |
| Lazio            | 44.000 |
| Olympiacos       | 43.000 |
| Monaco           | 36.000 |
| Braga            | 35.000 |

| Squadre               | Coeff  |
| Urna 2                | Urna 2 |
| --------------------- | ------ |
| Celtic                | 34.000 |
| Eintracht Francoforte | 33.000 |
| Stella Rossa          | 32.500 |
| Leicester City        | 32.000 |
| Rangers               | 31.250 |
| Lokomotiv Mosca       | 31.000 |
| Genk                  | 30.000 |
| PSV                   | 29.000 |

| Squadre             | Coeff  |
| Urna 3              | Urna 3 |
| ------------------- | ------ |
| Olympique Marsiglia | 28.000 |
| Ludogorec           | 28.000 |
| West Ham Utd        | 20.113 |
| Real Sociedad       | 19.571 |
| Real Betis          | 19.571 |
| Fenerbahçe          | 19.500 |
| Spartak Mosca       | 18.500 |
| Sparta Praga        | 17.500 |

| Squadre        | Coeff  |
| Urna 4         | Urna 4 |
| -------------- | ------ |
| Rapid Vienna   | 17.000 |
| Galatasaray    | 17.000 |
| Legia Varsavia | 16.500 |
| Midtjylland    | 13.500 |
| Ferencváros    | 13.500 |
| Anversa        | 10.500 |
| Sturm Graz     | 7.165  |
| Brøndby        | 7.000  |

## Sorteggio
| Gruppo | 1ª fascia        | 2ª fascia             | 3ª fascia           | 4ª fascia      |
| ------ | ---------------- | --------------------- | ------------------- | -------------- |
| A      | Olympique Lione  | Rangers               | Sparta Praga        | Brøndby        |
| B      | Monaco           | PSV                   | Real Sociedad       | Sturm Graz     |
| C      | Napoli           | Leicester City        | Spartak Mosca       | Legia Varsavia |
| D      | Olympiacos       | Eintracht Francoforte | Fenerbahçe          | Anversa        |
| E      | Lazio            | Lokomotiv Mosca       | Olympique Marsiglia | Galatasaray    |
| F      | Braga            | Stella Rossa          | Ludogorec           | Midtjylland    |
| G      | Bayer Leverkusen | Celtic                | Real Betis          | Ferencváros    |
| H      | Dinamo Zagabria  | Genk                  | West Ham Utd        | Rapid Vienna   |

## Risultati

### Gruppo A
| Squadra         | Pt | G | V | N | P | GF | GS | DG  |
| --------------- | -- | - | - | - | - | -- | -- | --- |
| Olympique Lione | 16 | 6 | 5 | 1 | 0 | 16 | 5  | +11 |
| Rangers         | 8  | 6 | 2 | 2 | 2 | 6  | 5  | +1  |
| Sparta Praga    | 7  | 6 | 2 | 1 | 3 | 6  | 9  | -3  |
| Brøndby         | 2  | 6 | 0 | 2 | 4 | 2  | 11 | -9  |

| Arbitro: | Andreas Ekberg |

|  |           |                                 |
|  | Marcatori | 23’ Ekambi 55’ (aut.) Tavernier |

| Brøndby 16 settembre 2021, ore 21:00 CEST 1ª giornata | Brøndby            | 0 – 0 referto | Sparta Praga | Stadio Brøndby (18 867 spett.)\| Arbitro: \| Aleksandar Stavrev \| |
| Arbitro:                                              | Aleksandar Stavrev |               |              |                                                                    |

| Arbitro: | Harald Lechner |

|                                |           |  |
| Toko Ekambi 64’, 71’ Aouar 86’ | Marcatori |  |

| Arbitro: | Ali Palabıyık |

|            |           |  |
| Hancko 29’ | Marcatori |  |

| Arbitro: | Matej Jug |

|                                  |           |                                            |
| Haraslín 4’, 19’ Krejčí II 90+6’ | Marcatori | 42’, 88’ Toko Ekambi 53’ Aouar 67’ Paquetá |

| Arbitro: | Fran Jović |

|                       |           |  |
| Balogun 18’ Roofe 30’ | Marcatori |  |

| Arbitro: | Maurizio Mariani |

|                                    |           |  |
| Slimani 61’, 63’ Toko Ekambi 90+2’ | Marcatori |  |

| Arbitro: | Nikola Dabanović |

|                    |           |          |
| Balogun 45’ (aut.) | Marcatori | 77’ Hagi |

| Arbitro: | Danny Makkelie |

|                  |           |  |
| Morelos 15’, 49’ | Marcatori |  |

| Arbitro: | Georgi Kabakov |

|          |           |                             |
| Uhre 51’ | Marcatori | 57’, 66’ Cherki 76’ Slimani |

| Arbitro: | Radu Petrescu |

|                   |           |            |
| Bassey 49’ (aut.) | Marcatori | 42’ Wright |

| Arbitro: | Craig Pawson |

|                       |           |  |
| Hancko 43’ Hložek 49’ | Marcatori |  |

### Gruppo B
| Squadra       | Pt | G | V | N | P | GF | GS | DG |
| ------------- | -- | - | - | - | - | -- | -- | -- |
| Monaco        | 12 | 6 | 3 | 3 | 0 | 7  | 4  | +3 |
| Real Sociedad | 9  | 6 | 2 | 3 | 1 | 9  | 6  | +3 |
| PSV           | 8  | 6 | 2 | 2 | 2 | 9  | 8  | +1 |
| Sturm Graz    | 2  | 6 | 0 | 2 | 4 | 3  | 10 | -7 |

| Arbitro: | William Collum |

|                     |           |                      |
| Götze 32’ Gakpo 54’ | Marcatori | 34’ Januzaj 39’ Isak |

| Arbitro: | Donatas Rumšas |

|            |           |  |
| Diatta 66’ | Marcatori |  |

| Arbitro: | Sergej Ivanov |

|            |           |            |
| Merino 53’ | Marcatori | 16’ Disasi |

| Arbitro: | Jevhen Aranovs'kyj |

|               |           |                                              |
| Stanković 55’ | Marcatori | 32’ Sangaré 51’ Zahavi 74’ Max 78’ Vertessen |

| Arbitro: | Tobias Stieler |

|  |           |          |
|  | Marcatori | 69’ Isak |

| Arbitro: | Davide Massa |

|           |           |                    |
| Gakpo 59’ | Marcatori | 20’ Boadu 89’ Diop |

| Monaco 4 novembre 2021, ore 18:45 CET 4ª giornata | Monaco       | 0 – 0 referto | PSV | Stadio Louis II (5 840 spett.)\| Arbitro: \| Cüneyt Çakır \| |
| Arbitro:                                          | Cüneyt Çakır |               |     |                                                              |

| Arbitro: | Andris Treimanis |

|             |           |               |
| Sørloth 53’ | Marcatori | 38’ Jantscher |

| Arbitro: | Ivan Kružliak |

|                        |           |          |
| Volland 28’ Fofana 38’ | Marcatori | 35’ Isak |

| Arbitro: | Paweł Raczkowski |

|                               |           |  |
| Vinícius 45’ (rig.) Bruma 56’ | Marcatori |  |

| Arbitro: | Felix Zwayer |

|                                         |           |  |
| Oyarzabal 43’ (rig.), 62’ Sørloth 90+3’ | Marcatori |  |

| Arbitro: | Mohammed Al-Hakim |

|                     |           |             |
| Jantscher 7’ (rig.) | Marcatori | 30’ Volland |

### Gruppo C
| Squadra        | Pt | G | V | N | P | GF | GS | DG |
| -------------- | -- | - | - | - | - | -- | -- | -- |
| Spartak Mosca  | 10 | 6 | 3 | 1 | 2 | 10 | 9  | +1 |
| Napoli         | 10 | 6 | 3 | 1 | 2 | 15 | 10 | +5 |
| Leicester City | 8  | 6 | 2 | 2 | 2 | 12 | 11 | +1 |
| Legia Varsavia | 6  | 6 | 2 | 0 | 4 | 4  | 11 | -7 |

| Arbitro: | Nikola Dabanović |

|  |           |                |
|  | Marcatori | 90+1’ Kastrati |

| Arbitro: | Tiago Martins |

|                     |           |                  |
| Pérez 9’ Barnes 64’ | Marcatori | 69’, 87’ Osimhen |

| Arbitro: | Ivan Kružliak |

|                        |           |                             |
| Elmas 1’ Osimhen 90+4’ | Marcatori | 55’, 90’ Promes 80’ Ignatov |

| Arbitro: | Ivan Bebek |

|            |           |  |
| Emreli 31’ | Marcatori |  |

| Arbitro: | Anastasios Sidīropoulos |

|                              |           |                         |
| Sobolev 11’, 86’ Larsson 44’ | Marcatori | 45’, 48’, 54’, 79’ Daka |

| Arbitro: | Carlos del Cerro Grande |

|                                        |           |  |
| Insigne 76’ Osimhen 80’ Politano 90+5’ | Marcatori |  |

| Arbitro: | Lawrence Visser |

|            |           |                                                              |
| Emreli 10’ | Marcatori | 51’ (rig.) Zieliński 75’ (rig.) Mertens 79’ Lozano 90’ Ounas |

| Arbitro: | Halil Umut Meler |

|             |           |           |
| Amartey 58’ | Marcatori | 51’ Moses |

| Arbitro: | Clément Turpin |

|                        |           |           |
| Sobolev 3’ (rig.), 28’ | Marcatori | 64’ Elmas |

| Arbitro: | Deniz Aytekin |

|                                 |           |                |
| Daka 11’ Maddison 21’ Ndidi 33’ | Marcatori | 26’ Mladenović |

| Arbitro: | Antonio Mateu Lahoz |

|                         |           |                             |
| Ounas 4’ Elmas 24’, 53’ | Marcatori | 27’ Evans 33’ Dewsbury-Hall |

| Arbitro: | Matej Jug |

|  |           |            |
|  | Marcatori | 17’ Bakaev |

### Gruppo D
| Squadra               | Pt | G | V | N | P | GF | GS | DG |
| --------------------- | -- | - | - | - | - | -- | -- | -- |
| Eintracht Francoforte | 12 | 6 | 3 | 3 | 0 | 10 | 6  | +4 |
| Olympiacos            | 9  | 6 | 3 | 0 | 3 | 8  | 7  | +1 |
| Fenerbahçe            | 6  | 6 | 1 | 3 | 2 | 7  | 8  | -1 |
| Anversa               | 5  | 6 | 1 | 2 | 3 | 6  | 10 | -4 |

| Arbitro: | Maurizio Mariani |

|             |           |          |
| Lammers 41’ | Marcatori | 10’ Özil |

| Arbitro: | Tamás Bognár |

|                           |           |             |
| El-Arabi 52’ Reabciuk 87’ | Marcatori | 75’ Samatta |

| Arbitro: | Jakob Kehlet |

|  |           |                        |
|  | Marcatori | 90+1’ (rig.) Paciência |

| Arbitro: | Alejandro Hernández Hernández |

|  |           |                             |
|  | Marcatori | 6’ Soares 63’, 68’ Masouras |

| Arbitro: | Sergej Ivanov |

|                          |           |                        |
| Valencia 21’, 45’ (rig.) | Marcatori | 2’ Samatta 62’ Gerkens |

| Arbitro: | Tiago Martins |

|                                         |           |                     |
| Borré 26’ (rig.) Touré 45+3’ Kamada 59’ | Marcatori | 30’ (rig.) El-Arabi |

| Arbitro: | Aljaksej Kul'bakoŭ |

|              |           |                        |
| El-Arabi 12’ | Marcatori | 17’ Kamada 90+2’ Hauge |

| Arbitro: | Irfan Peljto |

|  |           |                                 |
|  | Marcatori | 8’ Yandaş 16’ Meyer 29’ Berisha |

| Arbitro: | Paul Tierney |

|                            |           |                            |
| Kamada 13’ Paciência 90+4’ | Marcatori | 33’ Nainggolan 88’ Samatta |

| Arbitro: | Antonio Mateu Lahoz |

|            |           |  |
| Soares 90’ | Marcatori |  |

| Arbitro: | Srđan Jovanović |

|             |           |         |
| Berisha 42’ | Marcatori | 29’ Sow |

| Arbitro: | Marco Di Bello |

|               |           |  |
| Balikwisha 7’ | Marcatori |  |

### Gruppo E
| Squadra             | Pt | G | V | N | P | GF | GS | DG |
| ------------------- | -- | - | - | - | - | -- | -- | -- |
| Galatasaray         | 12 | 6 | 3 | 3 | 0 | 7  | 3  | +4 |
| Lazio               | 9  | 6 | 2 | 3 | 1 | 7  | 3  | +4 |
| Olympique Marsiglia | 7  | 6 | 1 | 4 | 1 | 6  | 7  | -1 |
| Lokomotiv Mosca     | 2  | 6 | 0 | 2 | 4 | 2  | 9  | -7 |

| Arbitro: | Irfan Peljto |

|             |           |                  |
| Anjorin 89’ | Marcatori | 59’ (rig.) Ünder |

| Arbitro: | Matej Jug |

|                      |           |  |
| Strakosha 67’ (aut.) | Marcatori |  |

| Arbitro: | Craig Pawson |

|                      |           |  |
| Bašić 13’ Patric 38’ | Marcatori |  |

| Marsiglia 30 settembre 2021, ore 21:00 CEST 2ª giornata | Olympique Marsiglia | 0 – 0 referto | Galatasaray | Stadio Vélodrome (49 870 spett.)\| Arbitro: \| Paweł Raczkowski \| |
| Arbitro:                                                | Paweł Raczkowski    |               |             |                                                                    |

| Roma 21 ottobre 2021, ore 18:45 CEST 3ª giornata | Lazio         | 0 – 0 referto | Olympique Marsiglia | Stadio Olimpico (8 329 spett.)\| Arbitro: \| Deniz Aytekin \| |
| Arbitro:                                         | Deniz Aytekin |               |                     |                                                               |

| Arbitro: | Harald Lechner |

|  |           |                |
|  | Marcatori | 82’ Aktürkoğlu |

| Arbitro: | Sandro Schärer |

|              |           |            |
| Feghouli 43’ | Marcatori | 73’ Kamano |

| Arbitro: | José María Sánchez Martínez |

|                            |           |                             |
| Milik 33’ (rig.) Payet 82’ | Marcatori | 45+7’ Anderson 49’ Immobile |

| Arbitro: | Tobias Stieler |

|                                                           |           |                |
| Cicâldău 12’ Ćaleta-Car 30’ (aut.) Feghouli 64’ Babel 83’ | Marcatori | 68’, 85’ Milik |

| Arbitro: | Artur Soares Dias |

|  |           |                                           |
|  | Marcatori | 56’ (rig.), 63’ (rig.) Immobile 87’ Pedro |

| Roma 9 dicembre 2021, ore 21:00 CET 6ª giornata | Lazio                   | 0 – 0 referto | Galatasaray | Stadio Olimpico (13 178 spett.)\| Arbitro: \| Carlos del Cerro Grande \| |
| Arbitro:                                        | Carlos del Cerro Grande |               |             |                                                                          |

| Arbitro: | William Collum |

|           |           |  |
| Milik 35’ | Marcatori |  |

### Gruppo F
| Squadra      | Pt | G | V | N | P | GF | GS | DG |
| ------------ | -- | - | - | - | - | -- | -- | -- |
| Stella Rossa | 11 | 6 | 3 | 2 | 1 | 6  | 4  | +2 |
| Braga        | 10 | 6 | 3 | 1 | 2 | 12 | 9  | +3 |
| Midtjylland  | 9  | 6 | 2 | 3 | 1 | 7  | 7  | 0  |
| Ludogorec    | 2  | 6 | 0 | 2 | 4 | 3  | 8  | -5 |

| Arbitro: | Aliyar Aghayev |

|            |           |              |
| Isaksen 3’ | Marcatori | 32’ Despodov |

| Arbitro: | John Beaton |

|                            |           |            |
| Rodić 75’ Katai 85’ (rig.) | Marcatori | 76’ Galeno |

| Arbitro: | Jérôme Brisard |

|  |           |           |
|  | Marcatori | 64’ Kanga |

| Arbitro: | Stéphanie Frappart |

|                                    |           |                    |
| Galeno 55’ (rig.), 90+5’ Horta 62’ | Marcatori | Evander 19’ (rig.) |

| Arbitro: | Kristo Tohver |

|  |           |          |
|  | Marcatori | 7’ Horta |

| Arbitro: | Roi Reinshreiber |

|          |           |            |
| Dyhr 78’ | Marcatori | 58’ Ivanić |

| Arbitro: | Glenn Nyberg |

|                                                          |           |                          |
| Elmusrati 25’ Medeiros 37’ Galeno 40’ Mario González 73’ | Marcatori | 33’ Sōtīriou 79’ Plastun |

| Arbitro: | Tamás Bognár |

|  |           |                  |
|  | Marcatori | 56’ (aut.) Kanga |

| Arbitro: | Matej Jug |

|                                                 |           |                      |
| Sviatchenko 2’ Isaksen 48’ Evander 90+3’ (rig.) | Marcatori | 43’ Horta 85’ Galeno |

| Arbitro: | José María Sánchez Martínez |

|            |           |  |
| Ivanić 57’ | Marcatori |  |

| Razgrad 9 dicembre 2021, ore 21:00 CET 6ª giornata | Ludogorec      | 0 – 0 referto | Midtjylland | Ludogorec Arena (556 spett.)\| Arbitro: \| Tobias Stieler \| |
| Arbitro:                                           | Tobias Stieler |               |             |                                                              |

| Arbitro: | Marco Guida |

|                   |           |                  |
| Galeno 52’ (rig.) | Marcatori | 70’ (rig.) Katai |

### Gruppo G
| Squadra          | Pt | G | V | N | P | GF | GS | DG |
| ---------------- | -- | - | - | - | - | -- | -- | -- |
| Bayer Leverkusen | 13 | 6 | 4 | 1 | 1 | 14 | 5  | +9 |
| Real Betis       | 10 | 6 | 3 | 1 | 2 | 12 | 12 | 0  |
| Celtic           | 9  | 6 | 3 | 0 | 3 | 13 | 15 | -2 |
| Ferencváros      | 3  | 6 | 1 | 0 | 5 | 5  | 12 | -7 |

| Arbitro: | Andris Treimanis |

|                        |           |          |
| Palacios 37’ Wirtz 69’ | Marcatori | 8’ Mmaee |

| Arbitro: | Fran Jović |

|                                                |           |                                                |
| Miranda 32’ Juanmi 35’, 53’ Borja Iglesias 51’ | Marcatori | 15’ Al. Ajeti 27’ (rig.) Juranović 87’ Ralston |

| Arbitro: | Marco Di Bello |

|  |           |                                                     |
|  | Marcatori | 25’ Hincapié 35’ Wirtz 58’ (rig.) Alario 90+4’ Adli |

| Arbitro: | Roi Reinshreiber |

|           |           |                                        |
| Uzuni 44’ | Marcatori | 17’ Fekir 76’ (aut.) Wingo 90+5’ Tello |

| Arbitro: | Jakob Kehlet |

|                                 |           |  |
| Furuhashi 57’ Vécsei 81’ (aut.) | Marcatori |  |

| Arbitro: | Bartosz Frankowski |

|                     |           |             |
| Iglesias 75’ (rig.) | Marcatori | 82’ Andrich |

| Arbitro: | Anthony Taylor |

|                                    |           |  |
| Diaby 42’, 52’ Wirtz 86’ Amiri 90’ | Marcatori |  |

| Arbitro: | Fábio Veríssimo |

|                                |           |                                        |
| Juranović 11’ (aut.) Uzuni 86’ | Marcatori | 3’ Furuhashi 23’ João Filipe 60’ Abada |

| Arbitro: | Anastasios Sidīropoulos |

|                            |           |                                      |
| Andrich 16’, 82’ Diaby 87’ | Marcatori | 40’ (rig.) Juranović 56’ João Filipe |

| Arbitro: | Ruddy Buquet |

|                      |           |  |
| Tello 5’ Canales 52’ | Marcatori |  |

| Arbitro: | Daniel Stefański |

|                                            |           |                              |
| Welsh 3’ Henderson 72’ Turnbull 78’ (rig.) | Marcatori | 69’ (aut.) Bain 75’ Iglesias |

| Arbitro: | Kirill Levnikov |

|              |           |  |
| Laïdouni 82’ | Marcatori |  |

### Gruppo H
| Squadra         | Pt | G | V | N | P | GF | GS | DG |
| --------------- | -- | - | - | - | - | -- | -- | -- |
| West Ham Utd    | 13 | 6 | 4 | 1 | 1 | 11 | 3  | +8 |
| Dinamo Zagabria | 10 | 6 | 3 | 1 | 2 | 9  | 6  | +3 |
| Rapid Vienna    | 6  | 6 | 2 | 0 | 4 | 4  | 9  | -5 |
| Genk            | 5  | 6 | 1 | 2 | 3 | 4  | 10 | -6 |

| Arbitro: | Ruddy Buquet |

|  |           |                      |
|  | Marcatori | 22’ Antonio 50’ Rice |

| Arbitro: | Kristo Tohver |

|  |           |               |
|  | Marcatori | 90+2’ Onuachu |

| Arbitro: | Mattias Gestranius |

|  |           |                                                |
|  | Marcatori | 10’ Ivanušec 45+3’ (rig.), 67’ (rig.) Petković |

| Arbitro: | Tobias Stieler |

|                         |           |  |
| Rice 29’ Benrahma 90+4’ | Marcatori |  |

| Arbitro: | Kateryna Monzul' |

|                      |           |           |
| Grüll 9’ Hofmann 34’ | Marcatori | 24’ Oršić |

| Arbitro: | Donatas Rumšas |

|                                 |           |  |
| Dawson 45+1’ Diop 57’ Bowen 59’ | Marcatori |  |

| Arbitro: | Aleksandar Stavrev |

|                               |           |                   |
| Paintsil 5’ Souček 88’ (aut.) | Marcatori | 59’, 82’ Benrahma |

| Arbitro: | John Beaton |

|                                    |           |                |
| Petković 12’ Andrić 34’ Šutalo 83’ | Marcatori | 8’ Knasmüllner |

| Arbitro: | Glenn Nyberg |

|            |           |          |
| Menalo 35’ | Marcatori | 45’ Ugbo |

| Arbitro: | Sergej Ivanov |

|  |           |                                   |
|  | Marcatori | 40’ Jarmolenko 45+2’ (rig.) Noble |

| Arbitro: | Tiago Martins |

|  |           |              |
|  | Marcatori | 29’ Ljubičić |

| Arbitro: | Maurizio Mariani |

|  |           |          |
|  | Marcatori | 4’ Oršić |